# Boris Petrushansky
Boris Petrushansky (Russisch: Борис Всеволодовыцй Петрушанский, Boris Vsevolodovitsj Petroesjanski, Moskou, 1949) is een Russische pianist, die tot Italiaans staatsburger naturaliseerde. Petrushansky begon midden jaren 70 aan een omvangrijke internationale pianistische carrière. Na het uiteenvallen van de Sovjet-Unie vestigde hij zich permanent in Italië.

## Levensloop
Petrushansky was de laatste leerling van de beroemde pianopedagoog Heinrich Neuhaus in Moskou. Hij trok internationaal aandacht door zijn eerste prijs in de 10e Allesandro Casagrande Competitie in 1975 in Terni. Hierna volgden verschillende concerten op grote podia en festivals, zoals op het Festival dei due Mondi in Spoleto en op het Internationale Pianistenfestival Arturo Benedetti Michelangeli. Tijdens zijn carrière speelde hij met grote orkesten zoals het Sint-Petersburg Philharmonisch Orkest, de Staatscapelle van Berlijn en het Philharmonisch Orkest van Moskou. Hij heeft samengewerkt met dirigenten als Valery Gergiev en Roberto Abbado en gaf concerten met gerenommeerde solisten als de violisten Leonid Kogan en Igor Oistrach, cellist Mischa Maisky en de sopraan Cecilia Gasdia. Na de ontbinding van de Sovjet-Unie in 1990 werd hij docent aan de internationale pianoacademie "Incontri col Maestro" in Imola.

## Opnamen
Tijdens zijn carrière heeft hij talrijke opnamen gemaakt op de platenlabels Melodia (Rusland), Art & elektronics (Rusland/VS), Symposium (Engeland), Fone, Dynamic, Stradivarius en Agora (Italië).

## Prijzen
| Jaar | Land                | Wedstrijd                            | Plaats | Prijs    | Ex aequo met... | 1e prijs winnaar        |
| ---- | ------------------- | ------------------------------------ | ------ | -------- | --------------- | ----------------------- |
| 1969 | Verenigd Koninkrijk | 3e Leeds competition                 | Leeds  | 4e prijs |                 | Roemenië 1969 Radu Lupu |
| 1975 | Italië              | 10e Alessandro Casagrande Competitie | Terni  | 1e prijs |                 |                         |

- Gemeinsame Normdatei: 132437813
- International Standard Name Identifier: 0000 0003 8157 7479
- Library of Congress Control Number: n86871756
- MusicBrainz: bb711162-e27d-487f-b053-87c51ed9b301
- Nationale Bibliotheek van Israël: 987007337938605171
- Virtual International Authority File: 261617165
- WorldCat: E39PBJvhmJVHRtDHXK3WBDWxDq